# 孫美英
孫 美英（ソン・ミヨン、朝鮮語: 손미영 - ）は、大韓民国の 韓国放送通信大学校 生活科学科 教授。

## 出身学校
- ソウル大学校 社会生活学科 学士
- ソウル大学校 大学院 社会生活学 修士

## 経歴
- ソウル大学 家政学部衣類学科学士
- ソウル大学 生活科学学部衣 類学科ファッションマーケティング 修士
- ソウル大学生活科学学部衣類学科ファッションマーケティング博士
- Parson`s School of Design Fashion Merchandising AAS degree
- Ritsumeikan Center for Asia Pacific Studies 客員研究員
- 韓国放送通信大学校 生活科学科 教授